# Angraecum cucullatum
Angraecum cucullatum es una orquídea epífita originaria de  la isla Reunión.

## Distribución y hábitat
Se encuentra en isla Reunión.

## Descripción
Es una orquídea de  tamaño diminuto, que prefiere clima cálido a fresco, es epífita con el  tallo grueso y lleva  de 2 a 5 hojas apicales, rígidas, liguladas, con la sección transversal en «V» y el ápice bilobulado de forma desigual. Florece en  en una delgada inflorescencia de 3 a 4 cm de largo, con flores individuales. La floración se produce en la  primavera tardía y el verano.

## Taxonomía
Angraecum cucullatum fue descrita por Louis Marie Aubert Du Petit-Thouars y publicado en Histoire Particulière des Plantes Orchidées t. 48. 1822.
Etimología
Angraecum: nombre genérico que se refiere en Malayo a su apariencia similar a las Vanda.
cucullatum: epíteto latino que significa "cubierto con mechón".
Sinonimia
- Aerobion cucullatum (Thouars) Spreng. 1826
- Angorchis cucullangis Thouars ex Kuntze 1894
- Angorchis cucullata (Thouars) Kuntze 1891
- Angorchis fragrangis Thouars ex Kuntze 1894
- Macroplectrum cucullatum (Thouars) Finet 1907[1][4][5]